# Samsung Galaxy J1 Ace
Samsung Galaxy J1 Ace - это смартфон нижнего среднего ценового диапазона, выпускаемый компанией Samsung Electronics в рамках серии Galaxy J series.

## Технические характеристики

### Аппаратная часть
J1 Ace оснащен SoC Marvell PXA1908 с двухъядерным процессором 1,2 ГГц ARM Cortex-A53, 512 МБ оперативной памяти и 4 ГБ внутренней памяти. Он доступен с 4 или 8 ГБ внутренней памяти с поддержкой съемных microSD карт объемом до 128 ГБ.
Камеры J1 Ace - 5 мегапиксельная основная камера со светодиодной вспышкой и 2-мегапиксельная фронтальная камера. Обе они могут записывать видео в формате 720p со скоростью 30 кадров в секунду.
Модель с двумя SIM-картами (SM-J110H/SM-J110L) оснащена Spreadtrum. SC7727S SoC с четырехъядерным 1,2 ГГц ARM Cortex-A7. CPU и 768 МБ или 1 ГБ RAM..

### Программное обеспечение
J1 Ace (SM-J11x) изначально поставлялся с Android. 5.1.1 "Lollipop" с пользовательским интерфейсом TouchWiz от Samsung.
J1 Ace DUOS (SM-J110H/SM-J110L) поставлялся с Android. 4.4.4 "KitKat" с пользовательским интерфейсом TouchWiz от Samsung.